# Anaea cleodice
Anaea cleodice är en fjärilsart som beskrevs av Felder 1861. Anaea cleodice ingår i släktet Anaea och familjen praktfjärilar. Inga underarter finns listade i Catalogue of Life.